# Röttenbach (bei Erlangen)

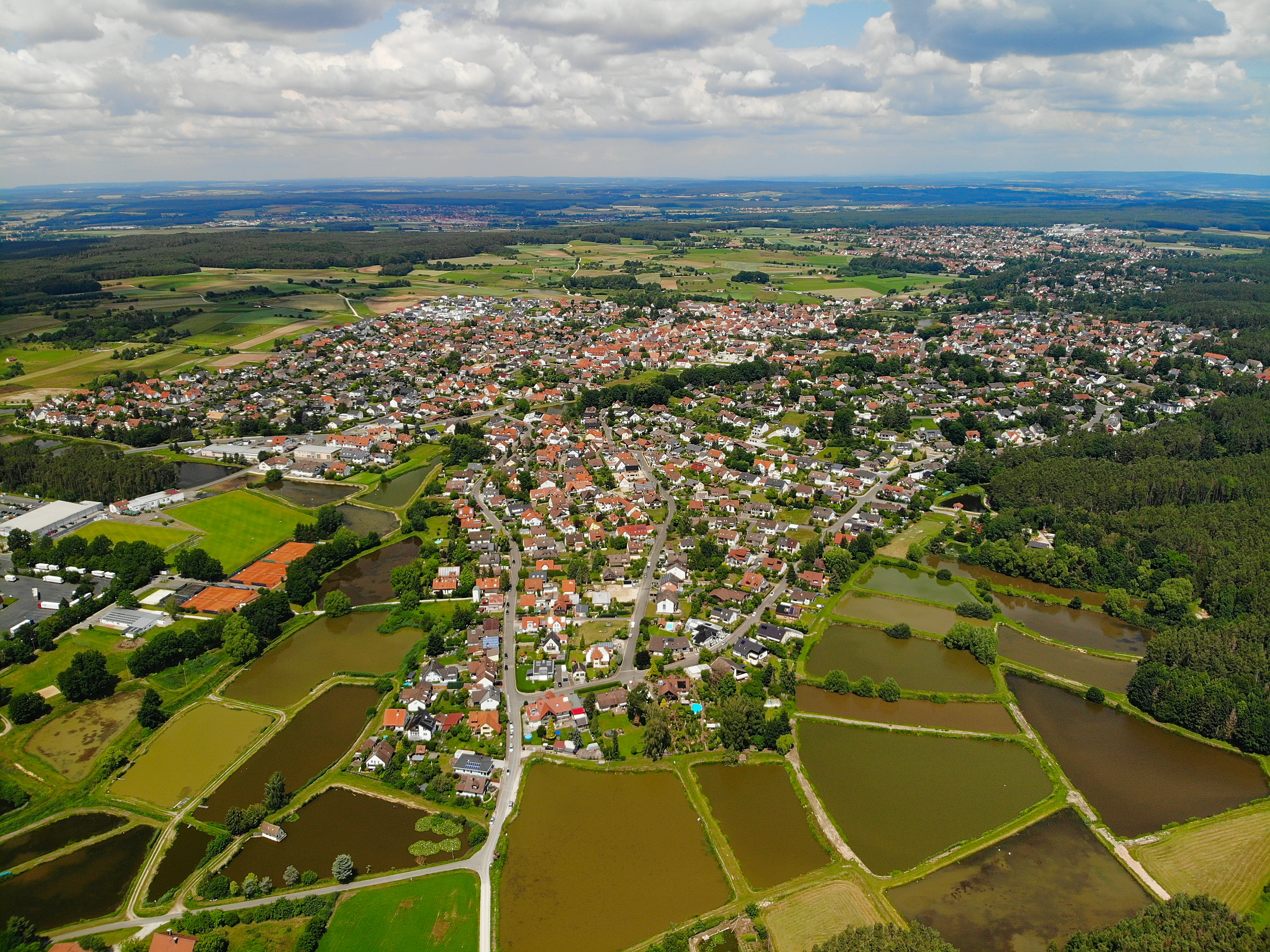
Röttenbach bei Erlangen Luftaufnahme (2020)

Röttenbach ist eine Gemeinde im mittelfränkischen Landkreis Erlangen-Höchstadt. Die Gemeinde ist ein bevorzugtes Wohngebiet für Pendler nach Erlangen.

## Geografie

### Lage
Röttenbach bildet mit Hemhofen und Zeckern im Norden eine geschlossene Siedlung. Diese liegt nördlich von Erlangen.

### Gemeindegliederung
Die Gemeinde besteht nur aus der Gemarkung und dem Ort Röttenbach.
Auf dem Gemeindegebiet befanden sich die Orte Reihendorf und Weihermühle, beides heute Wüstungen.
Die Gemarkung Röttenbach hat wie die Gemeinde Röttenbach eine Fläche von 7,760 km². Sie ist in 3240 Flurstücke aufgeteilt, die eine durchschnittliche Flurstücksfläche von 2395,14 m² haben.

### Nachbargemeinden
Die Nachbargemeinden Röttenbachs sind Adelsdorf, Baiersdorf, Heßdorf und Hemhofen.

## Geschichte

### Mittelalter und Neuzeit
1177 wurde der Ort als „Rotenbach“ erstmals urkundlich erwähnt. Der Ortsname leitet sich von einem gleichlautenden Gewässernamen ab, dessen Bestimmungswort das Adjektiv rot ist; es wird also Bezug genommen auf die rötliche Färbung dieses Baches. Das Grundwort –bach bei Gewässernamen ersetzte ab dem 10. Jahrhundert das bis dahin übliche Grundwort –aha. Demnach kann angenommen werden, dass etwa um das Jahr 1000 Siedler auf der Suche nach Land in die waldreiche, hügelige Landschaft, welche die Ausläufer des Steigerwaldes bilden, kamen. Sie ließen sich an diesem Bach nieder, rodeten Teile des Waldes und machten das Land urbar. Weite Sumpfgebiete auf den undurchlässigen Lettenschichten der Keuperstufe ließen nur eine wenig ertragreiche Landwirtschaft zu. Im Laufe der Jahrhunderte kultivierten die Bewohner die Sümpfe, es entstanden die vielen Weiherketten, die die Wälder teilten und von Norden, Osten und Westen auf Röttenbach zustreben und teilweise noch heute durchziehen.
Im 13. Jahrhundert nahm eine Linie der Truchseß von Pommersfelden, sie nannte sich später Truchseß von Röttenbach, das Gebiet in Besitz. Verkaufsurkunden belegen, dass Höfe und Güter mehrmals ihre Besitzer wechselten. 1322 ging ein Gutshof an den Abt des Klosters Michaelsberg, 1329 ein anderer an den Amtmann auf der Nürnberger Burg. 1476 veräußerte das Bamberger Kloster seinen Hof an Christoph Truchseß in Röttenbach.
Der Haupthof des Ortes, aus dem das spätere Rittergut entstand, wurde erstmals 1433 in einem Bamberger Lehenbrief für Peter und Veit Truchseß erwähnt. Auf diesem Hof, heute Brauerei Sauer, entstand ein Schloss, das mit einem Wassergraben gesichert war. Aufständische Bauern brannten im Bauernkrieg 1525 das Schloss nieder. Das Wohnhaus, später neu errichtet, blieb bis heute erhalten, ebenso wie ein fein aus Sandstein herausgearbeitetes Wappen aus dem Jahre 1591 an der Südwand der Brauerei. 1610 wurde der Besitz an die mit dem Truchseß verschwägerten Marschälle von Pappenheim verpfändet. 1710 fiel dieser an das Hochstift Bamberg. Teile der Güter und der Untertanen gehörten der Reichsstadt Nürnberg und den Freiherren Winkler von Mohrenfels (Hemhofen). In der Zeit Napoleons wurde Röttenbach 1803 der Krone Preußens zugesprochen, kam aber schon 1810 wie ein großer Teil von Franken zum Königreich Bayern.
Gegen Ende des 18. Jahrhunderts gab es in Röttenbach 68 Anwesen. Das Hochgericht übte das bambergische Centamt Forchheim aus. Die Dorf- und Gemeindeherrschaft hatte das Obervogteiamt Forchheim. Grundherren waren das Hochstift Bamberg (Kastenamt Forchheim (1 Schloss mit Brauhaus, 2 Höfe, 1 Halbhof, 2 Güter, 2 Gütlein, 3 Häuser, 1 Fallhaus), das Domkapitel Bamberg (2 Halbhöfe, 4 Güter), das Kloster St. Klara Bamberg (3 Güter), das nürnbergische Landesalmosenamt (2 Halbhöfe, 9 Güter), die Winklerische Herrschaft Hemhofen (1 Mühle, 3 Halbhöfe, 17 Güter, 4 Gütlein, 7 Tropfhäuser) und die Gemeinde Röttenbach (Kirche, 1 Gütlein, 1 Haus)).
Im Rahmen des Gemeindeedikts wurde 1811 der Steuerdistrikt Röttenbach gebildet, zu dem Hausen, Hemhofen, Oberheroldsbach, Reihendorf, Weihermühle und Zeckern gehörten. Mit dem Zweiten Gemeindeedikt (1818) entstand der Steuerdistrikt Hemhofen, zu dem Zeckern gehörte, und es wurden drei Ruralgemeinden gebildet:
- Hausen mit Oberheroldsbach,
- Hemhofen mit Zeckern,
- Röttenbach mit Reihendorf und Weihermühle.[10]

Die Gemeinde Röttenbach war in Verwaltung und Gerichtsbarkeit dem Landgericht Herzogenaurach zugeordnet und in der Finanzverwaltung dem Rentamt Erlangen. In der freiwilligen Gerichtsbarkeit unterstanden 33 Anwesen dem Patrimonialgericht Neuenbürg (1820–1835). Am 1. Oktober 1847 wurde die Finanzverwaltung vom Rentamt Herzogenaurach übernommen. Ab 1862 gehörte Röttenbach zum Bezirksamt Höchstadt an der Aisch (1939 in Landkreis Höchstadt an der Aisch umbenannt) und weiterhin zum Rentamt Herzogenaurach (1919 in Finanzamt Herzogenaurach umbenannt, seit 1929: Finanzamt Erlangen). Die Gerichtsbarkeit blieb beim Landgericht Herzogenaurach (1879 in das Amtsgericht Herzogenaurach umgewandelt), seit 1959 ist das Amtsgericht Erlangen zuständig.

### Gegenwart
Bis Mitte des 20. Jahrhunderts blieben die meisten Bewohner arm und waren meist Tagelöhner. Ein geringer Nebenverdienst war für viele das Sammeln von Pilzen und Beeren, „Butzeln“ (Kiefernzapfen), Seerosen und Sonnentau. Ihre größtenteils aus Naturprodukten bestehenden Waren brachten sie nach Erlangen und verkauften sie dort. Andere fuhren durch Süddeutschland, in die Schweiz und nach Österreich und vertrieben den für die Region berühmten Kren. Dieser Händlersinn bildete in den schweren Jahren nach dem Zweiten Weltkrieg die Grundlage für einen ungeahnten wirtschaftlichen Aufstieg. Die geduckten Bauernhäuser im fränkischen Fachwerkstil verschwanden  und wurden durch moderne Wohnhäuser ersetzt. Als historisch wertvolle Gebäude sind nur das Forsthaus mit Fachwerkscheune und -schuppen und das Pfarrhaus erhalten geblieben, beide im barocken Stil.
Im Jahr 1972 kam die Gemeinde Röttenbach im Zuge der Gebietsreform von Oberfranken nach Mittelfranken, dorthin strömten auch die meisten Röttenbacher. Im Gegenzug kamen immer mehr Neubürger aus der Metropolregion Nürnberg-Erlangen-Fürth in das damals noch beschauliche Dorf. Röttenbach wuchs rasch und nahm seine heutige Gestalt an. 1980 wurde die kurze Zwangs-Verwaltungsgemeinschaft mit Hemhofen wieder aufgelöst.
Im Januar 2016 wurde Röttenbach für das langjährige Engagement im Bereich fairer Handel offiziell als Fair-Trade-Gemeinde ausgezeichnet.

### Einwohnerentwicklung

Einwohnerentwicklung seit 1840

| Jahr      | 1818   | 1840   | 1855   | 1861   | 1867   | 1871   | 1875   | 1880   | 1885   | 1890   | 1895   | 1900   | 1905   | 1910   | 1919   | 1925   | 1933   | 1939   | 1946   | 1950   | 1961   | 1970   | 1987   | 2005   | 2013   | 2017   |
| Einwohner | 519    | 743    | 725    | 674    | 738    | 737    | 666    | 717    | 719    | 698    | 699    | 743    | 788    | 759    | 846    | 858    | 960    | 976    | 1431   | 1478   | 1592   | 2040   | 3904   | 4654   | 4600   | 4726   |
| Häuser    | 85     |        |        |        |        | 121    |        |        | 122    | 123    |        | 133    |        |        |        | 151    |        |        |        | 217    | 308    |        | 994    |        |        | 1387   |
| Quelle    | [ 14 ] | [ 15 ] | [ 15 ] | [ 16 ] | [ 17 ] | [ 18 ] | [ 19 ] | [ 20 ] | [ 21 ] | [ 22 ] | [ 15 ] | [ 23 ] | [ 15 ] | [ 24 ] | [ 15 ] | [ 25 ] | [ 15 ] | [ 15 ] | [ 15 ] | [ 26 ] | [ 27 ] | [ 28 ] | [ 29 ] | [ 30 ] | [ 30 ] | [ 30 ] |

## Politik

### Gemeinderat
Der Gemeinderat von Röttenbach hat 16 Mitglieder, dazu kommt noch der hauptamtliche Erste Bürgermeister.
|      | CSU     | SPD     | Freie Wähler Röttenbach e. V. (FW) | Grüne   | Unabhängige Röttenbacher (UR) | Gesamt   |
| 2008 | 4 Sitze | 5 Sitze | 5 Sitze                            | –       | 2 Sitze                       | 16 Sitze |
| 2014 | 4 Sitze | 4 Sitze | 8 Sitze                            | –       | –                             | 16 Sitze |
| 2020 | 4 Sitze | 2 Sitze | 8 Sitze                            | 2 Sitze | –                             | 16 Sitze |

### Wappen und Flagge
Wappen
| Wappen von Röttenbach | Blasonierung: „Über gekürzter und eingeschweifter blauer Spitze, darin ein goldener Karpfen, gespalten, vorne in Silber ein rotes Mauritiuskreuz, hinten in Silber ein mit zwei roten Balken belegter, aus dem Schildrand hervorbrechender, golden bewehrter und golden gekrönter blauer Löwe.“                                                                       |
| Wappen von Röttenbach | Wappenbegründung: Der mit zwei Balken belegte Löwe aus dem Wappen der Truchsessen von Pommersfelden erinnert an die lange Verbindung dieser Familie zu dem Ort. Das Mauritiuskreuz steht für die Röttenbacher Pfarrkirche. Der Karpfen weist auf die im Gemeindegebiet betriebene Karpfenzucht im Aischgrund hin. Die Gemeinde Röttenbach führt seit 1980 ein Wappen. |

Flagge
Die Gemeindeflagge ist blau-gelb-rot.

### Baudenkmäler

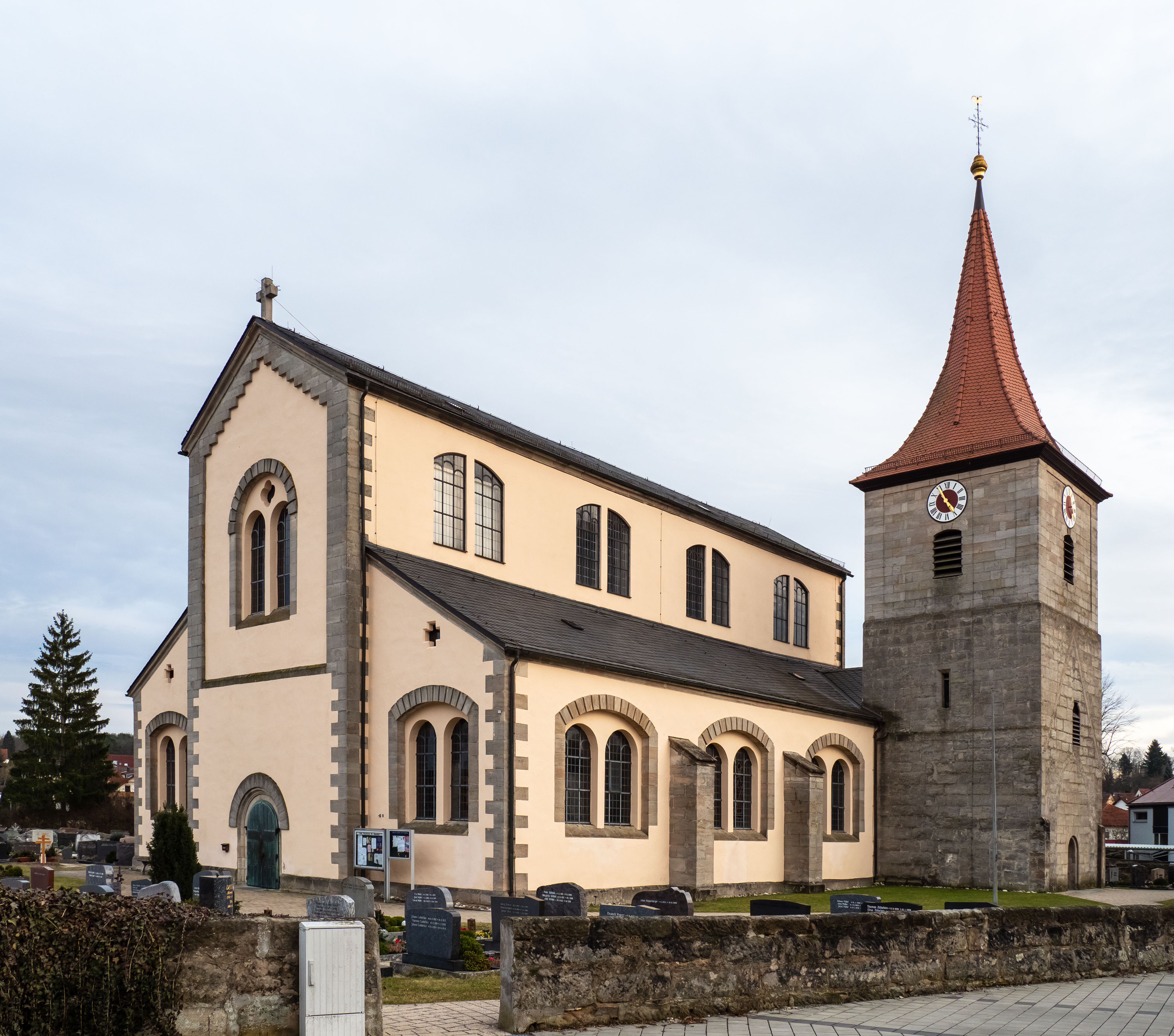
Katholische Pfarrkirche St. Mauritius, erbaut ab 1844

## Kultur und Sehenswürdigkeiten

### Das Röttenbach-Lied
Röttenbach du liegst im schönen Frankenland

wer dich kennt der ist von deinem Reiz gebannt.

Große Wälder rahmen deine Weiherketten ein,

Hier kann jeder leben und zufrieden sein.

Hier kann jeder leben und zufrieden sein.

Wo am Waldesrand so gelb der Ginster blüht,

Unsre Ahnen haben sich damit gemüht,

Ihre Besen machten Röttenbach bekannt.

Besenbinder heißen wir in Stadt und Land

Besenbinder heißen wir in Stadt und Land

Röttenbacher zogen immer in die Welt,

volle Huckelkörbe machten sie zu Geld

Früher waren’s Weiherhenkeli und Kre,

heut sind’s Gartenblumen und Gesundheitstee,

heut sind’s Gartenblumen und Gesundheitstee.

Heutzutage ist Röttenbach ein stolzer Ort,

wer hier länger lebte zog nur ungern fort.

Viele Neue bauten sich hierher ihr Haus,

sie zog aus der engen Stadt zu uns heraus,

sie zog aus der engen Stadt zu uns heraus

In die Zukunft wollen wir gemeinsam geh’n,

als Nachbar und Freunde fest zusammen steh’n

Jeder fühle sich hier wohl von groß bis klein,

Röttenbach kann jedem teure Heimat sein,

Röttenbach kann jedem teure Heimat sein.

## Natur
Röttenbach ist Teil der Sandachse Franken und hat zahlreiche kleinflächige Magerrasenflächen, Sandäcker und trockene Waldränder, die zahlreichen spezialisierten Tieren als Lebensraum dienen. Ein markanter Bestandteil des Röttenbacher Umlandes sind außerdem die vielen Weiherketten.

### Stehende Gewässer
Als Teil des Aischgrundes ist Röttenbach geprägt von vielen Teichen und Weihern. Diese wurden bereits vor 500 bis 700 Jahren angelegt und bilden bis heute die charakteristischen Weiherketten. Die Teichwirtschaft, speziell die Karpfenzucht hat somit eine lange Tradition und ist ein wichtiger wirtschaftlicher und kultureller Faktor.
Die vielen Weiherketten im gesamten Aischgrund sorgen für eine weiträumige Biotopvernetzung. Sie bilden den Lebensraum für viele seltene Tier- und Pflanzenarten, etwa für die gemeine Moosjungfer und den Moorfrosch. Außerdem regulieren die Teiche als Speicher den Wasserkreislauf, indem Wasser in der niederschlagsarmen Zeit zurückgehalten wird und der Abfluss bei Hochwasser gemindert wird.

## Bildung
In Röttenbach gibt es drei Kindergärten (in katholischer bzw. evangelischer Trägerschaft sowie einen freien Anbieter) mit Krippenangebot sowie eine Grundschule, in der alle Klassen unterrichtet werden. Angeboten wird  eine professionelle Mittagsbetreuung. Außerdem ist geplant, einen neuen Kindergarten auf dem Fußballplatz der Grundschule zu bauen.
Die Gemeinde unterhält außerdem eine eigene Bücherei.

## Wirtschaft

### Verkehr
Die Staatsstraße 2259 verläuft nördlich über Hemhofen und Zeckern zur Bundesstraße 470 (4 km nördlich) bzw. nach Dechsendorf zur Staatsstraße 2240 (4,5 km nördlich), die einen Kilometer westlich zur Anschlussstelle 81 der A 3 führt. Die Kreisstraße ERH 5 führt nach Baiersdorf (8 km östlich).
In Röttenbach hält außerdem die Buslinie 205 und 246 des VGN.
Durch den Ort verläuft der Fränkische Marienweg.

### Industrie
Röttenbach ist Sitz mehrerer Tochtergesellschaften von Siemens Healthineers.

### Kommunikation
Seit Ende 2007 ist im gesamten Gemeindegebiet DSL mit Geschwindigkeiten in Höhe von 6 bis 16 Mbit/s verfügbar. 2013 wurden die DSLAMs mit neuen Glasfasern versorgt. Dadurch ist es möglich, die Downloadgeschwindigkeit innerhalb von 2 Jahren etappenweise auf bis zu 100 Mbit/s zu erhöhen.